# وییتسه
وییتسه (به لاتین: Wiejce) یک روستا در لهستان است که در گمینا سکویژنا واقع شده‌است. وییتسه ۹۰ نفر جمعیت دارد.